# Калинин, Савелий Андреевич
Саве́лий Андре́евич Кали́нин (1873—1920-е) — крестьянин, член IV Государственной думы от Вятской губернии.

## Биография

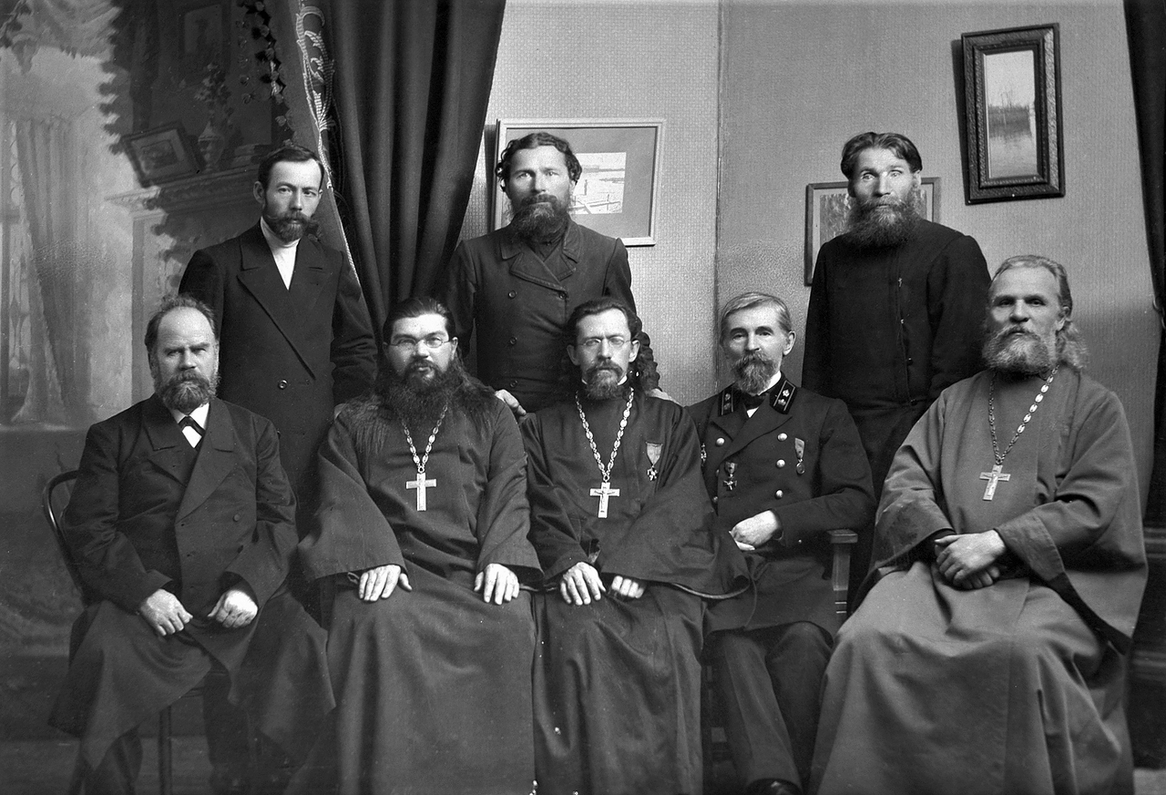
Депутаты IV Государственной Думы от Вятской губернии. Верхний ряд: С. А. Калинин, К. А. Тарасов, К. Е. Городилов; Нижний ряд: Н. П. Стародумов, И. М. Короваев, С. А. Попов, Н. В. Жилин, С. В. Сырнев

Православный, крестьянин деревни Чесноки Вожгальской волости Вятского уезда.
Окончил двухклассное министерское училище. Занимался земледелием (22 десятины надельной земли), служил приказчиком в чайном магазине. С 1909 года избирался гласным Вятского уездного и губернского земских собраний. Состоял членом уездной землеустроительной комиссии, членом ревизионной комиссии губернского земства и губернского медицинского совета. В 1910 году не был утверждён в должности члена земской управы как «неблагонадёжный». В селе Вожгалы организовал Общество просвещения, состоял его председателем. Также по инициативе Калинина в селе были открыты народный дом, библиотека и городское училище. Был членом Союза 17 октября.
В 1912 году был избран в члены Государственной думы от Вятской губернии съездом уполномоченных от волостей. Входил во фракцию октябристов, со 2-й сессии — во фракцию прогрессистов. Состоял членом комиссий: земельной, сельскохозяйственной, бюджетной, по переселенческому делу, по рабочему вопросу, по судебным реформам, а также по народному образованию. Входил в Прогрессивный блок до 31 октября 1916 года.
Во время Февральской революции был в Петрограде, выполнял поручения Временного комитета Государственной думы и Временного правительства. В марте 1917 года был одним из комиссаров ВКГД, назначенных для сопровождения Николая II из Могилёва в Царское Село, сопровождал великого князя Николая Николаевича в Ливадию. Затем был назначен комиссаром ВКГД и Временного правительства в Вятской губернии, где поспособствовал наведению порядка, а также возобновлению работ на Ижевском оружейном и Воткинском заводах. Состоял товарищем председателя Вятского уездного земского собрания и членом Верховного совета по управлению Вятской губернией. 16 июня 1917 года на заседании ВКГД был избран членом-заместителем в Общегосударственный продовольственный комитет.
После Октябрьской революции, по решению следственной комиссии Революционного трибунала, Калинин был арестован и заключён в Вятскую губернскую тюрьму. В начале 1918 года Вятское уездное земское собрание ходатайствовало об освобождении Калинина из-под стражи под поручительство всех гласных уездного земского собрания, в марте 1918 он был освобождён с лишением политических прав на один год. После освобождения проживал в Вятке, был лишён избирательных прав «как применявший наёмный труд по обработке земли без личного участия».
Дальнейшая судьба неизвестна. Был женат, имел шестеро детей.

## Комментарии
1. ↑  Деревня Чесноки, относившаяся к Вожгальской волости Вятского уезда, в последующем входила в состав Бельтюговского сельсовета Вожгальского района; не сохранилась, ныне — территория Кумёнского района Кировской области[1].